# Darío Figueroa
Darío Damian Figueroa (San Rafael, 13 febbraio 1978) è un ex calciatore argentino, di ruolo centrocampista.